# Trio Broz
Divertimento
- 5* su Amadeus (Nicoletta Sguben, settembre 2011)
- 5* su Classic Voice (Paolo Petazzi, giugno 2011)
- CD della settimana sul La Repubblica (Angelo Foletto, 28 maggio 2011)
- CD scelto da L'Adige (Emilia Campagna, 20 maggio 2011)

Goldberg Variations
- CD del mese su The Strad (Tully Potter, febbraio 2010)
- CD scelto dal critico su Classic FM (John Brunning, gennaio 2010)
- 4* su Classical Music (Phil Sommerich, 21 novembre 2009)
- 4* su Amadeus (Emilia Campagna, marzo 2009)
- CD della settimana su Il Sole 24 Ore (Carla Moreni, 8 febbraio 2009)
- CD della settimana sul Corriere della Sera (Enrico Girardi, 11 febbraio 2009)
- 5* su Classic Voice (Giancarlo Cerisola, dicembre 2008)

2009
- Premio Miglior CD classico 2009

Secondo premio
2008
- Corso triennale di Alto perfezionamento in Musica da Camera per Archi dell'Accademia di Santa Cecilia

Diploma col massimo dei voti
- Corso triennale di Musica da Camera per Archi presso la Scuola di Musica di Fiesole (M° Piero Farulli)

Laurea con lode
2006
- Concorso "Rac and Play" del CIDIM

Vittoria e concerti
2005
- Premio "Stefania Azzaro"

Vittoria, concerti e composizione dedicata
2004
- Accademia Chigiana di Siena

Diploma di Merito
1999
- Concorso per complessi di Musica da Camera dell'A.M.C.

Vittoria e tour di concerti in Messico
1997
- Concorso di Musica da Camera dell'A.Gi.Mus. di Varenna

Primo Premio Assoluto
- Concorso "Giovani Interpreti Italia-Austria" di A.M.C. e Fondazione Antonio Salieri

Vittoria e concerti
1993
- Concorso di Musica da Camera dell'A.Gi.Mus. di Morbegno

Primo Premio Assoluto e concerti
Il Trio Broz è un trio d'archi italiano nato nel 1993 a Rovereto e formato dai fratelli Barbara Broz (violino), Giada Broz (violino e viola) e Klaus Broz (violoncello).

## Biografia
Formatosi presso importanti accademie come l'Accademia di Santa Cecilia di Roma, la Scuola di Musica di Fiesole, l'Accademia Chigiana di Siena ed il Mozarteum di Salisburgo, il Trio annovera al suo attivo concerti in tutto il mondo (Austria, Germania, Paesi Bassi, Spagna, Inghilterra, Penisola Balcanica, USA, Messico, Africa, Cina), ([Italia]), ed è stato ospite di varie trasmissioni radiofoniche italiane, austriache, tedesche e inglesi (Rai Radio3, ORF, Bayrische Rundfunk, BBC, Radio FM).
Importante è l'impegno che i tre musicisti dedicano alla musica contemporanea e alla collaborazione con vari compositori come Ennio Morricone, Azio Corghi, Andrè Abujamra, Fausto Sebastiani, Luis Bacalov. A loro si deve la prima esecuzione mondiale delle seguenti opere: Elegia di Fausto Sebastiani (2005), Put Down your cigarette rag di Andrea Mannucci (2008), Trio di Luis Bacalov (2010).
Il Trio si dedica inoltre alla diffusione del repertorio meno noto di musica classica anche a livello discografico ed ha inciso in prima mondiale il Trio di Manuel Maria Ponce, il Trio in Re di Franz Xaver Süssmayr e l'inedita trascrizione per trio d'archi delle Variazioni Goldberg di Johann Sebastian Bach redatta dal violista italiano Bruno Giuranna.

## Discografia
- Divertimento: Mozart: Divertimento KV563 - Suessmayr: Trio in D - world première recording; Label: Universal (2011)
- Johann Sebastian Bach: Goldberg Variations; Versione per trio d'archi di Bruno Giuranna - world première recording; Label: Velut Luna, CVLD170 (2008)
- L. van Beethoven, M. M. Ponce, E. von Dohnanyi: Trii per archi; Label: Sound Image (2004)

## Componenti
- Barbara Broz -  violino
- Giada Broz – violino e viola
- Klaus Broz - violoncello